# Michael Georgiou
Michael Georgiou (* 18. Januar 1988 in London) ist ein englischer Snookerspieler griechisch-zypriotischer Abstammung.

## Karriere
Michael Georgiou wurde in Forest Hill im Südosten der Hauptstadt London geboren. Seine Eltern stammen aus dem griechischen Teil Zyperns. Mit neun Jahren begann er mit dem Billardspielen und bekam in Zypern Unterricht bei einem Snookertrainer. Schon als Nachwuchsspieler machte er auf sich aufmerksam, als er bei der U-19-Europameisterschaft das Viertelfinale erreichte und 2007 die U-21-Weltmeisterschaft gewann. Neben Mark Selby und Mark Allen war er einer von fünf Nachwuchsspielern, die für die Hotshots-Werbekampagne ausgewählt wurden. Durch den U-21-Titel bekam er auch einen Platz auf der Snooker Main Tour in der Saison 2008/09. Allerdings war er in seinem ersten Jahr als Profispieler den Anforderungen noch nicht gewachsen und blieb ohne Sieg. Beim Saisonfinale bei der Snookerweltmeisterschaft 2009 scheiterte er nur knapp mit 8:10 gegen Matthew Couch und fiel wieder danach aus der Profitour heraus.
Im Jahr darauf strebte Georgiou vergeblich die Rückkehr über die PIOS-Turniere an, bevor er sich eine Auszeit nahm und einem regulären Bürojob nachging. Nach zwei Jahren und nachdem es im Snooker einige Reformen gegeben hatte, versuchte er es 2012/13 erneut mit der Qualifikation über die Q School. Im zweiten Turnier scheiterte er knapp im Viertelfinale am späteren Sieger Ahmed Saif und verpasste die Rückkehr auf die Main Tour. Bei der Players Tour Championship stand er in der Saison 2013/14 fünfmal im Hauptfeld. Beim zweiten Anlauf über die Q School gelang ihm dann mit dem Finaleinzug im zweiten Turnier zum zweiten Mal in seiner Karriere die Qualifikation für die Main Tour, die diesmal für die beiden folgenden Spielzeiten galt.
Gleich beim ersten Weltranglistenturnier, dem Wuxi Classic, gelang Michael Georgiou der Einzug in die Runde der letzten 32, beim German Masters konnte er das Ergebnis wiederholen. Bei den Welsh Open erreichte er erstmals ein Achtelfinale. Nach einem Jahr stand er damit auf Platz 90 der Weltrangliste. In der Saison 2015/16 kamen jedoch nur drei weitere Teilnahmen an der Runde der letzten 32 hinzu: beim Australian Open, dem Haining Open und erneut in Wales. Damit kam er nicht über Platz 73 hinaus und verpasste die direkte Weiterqualifikation.
Erneut musste er sich über die Q School für die Main-Tour-Teilnahme bewerben. Erstmals startete er dort nicht für sein Geburtsland England, sondern für Zypern. Im zweiten Turnier gelang ihm der Gruppensieg über Craig Steadman und damit die Fortsetzung seiner Profikarriere. Während der folgenden Saison 2016/17 konnte Georgiou einige Male Hauptrunden erreichen, dreimal schied er dabei erst in der Runde der letzten 32 aus, beim Snooker Shoot-Out erst im Achtelfinale.  Am Saisonende fand er sich auf Rang 90 wieder. Auf weitgehend ähnlichen Niveau verlief die folgende Saison. Die Rettung war jedoch das Snooker Shoot-Out, das er überraschend gewann. Durch die anschließende Teilnahme am World Grand Prix kamen weitere Ranglistenpunkte auf Georgious Konto, sodass der Zypriote am Saisonende Rang 49 belegte und dadurch seine Profikarriere fortsetzen konnte. Nachdem er in der Saison 2018/19 beim Paul Hunter Classic ein Maximum Break gespielt und später das Achtelfinale der Welsh Open und die Hauptrunde der Snookerweltmeisterschaft erreicht hatte, verbesserte er sich auf Platz 46.
In der Saison 2019/20 konnte er allerdings nur noch ein Viertel seiner Spiele gewinnen, auch wenn er das Viertelfinale des German Masters erreichte. Durch den Wegfall der Punkte vom Turniersieg beim Snooker Shoot-Out zwei Jahre vorher rutschte er auf Rang 70 ab, weshalb er seinen Profistatus wieder verlor. Direkt danach versuchte er sich über die Q School wiederzuqualifizieren, doch zweimal schied er früh aus, und beim zweiten Turnier verlor er im Finale seiner Gruppe gegen Jamie Jones. Folglich verpasste er diese Chance.

## Erfolge
Einzel
| Ausgang                | Jahr   | Turnier                              | Finalgegner    | Ergebnis    |
| ---------------------- | ------ | ------------------------------------ | -------------- | ----------- |
| Ranglistenturniere     |        |                                      |                |             |
| Sieger                 | 2018   | Snooker Shoot-Out                    | Graeme Dott    | 1:0 (67:56) |
| Qualifikationsturniere |        |                                      |                |             |
| Zweiter                | 2013   | EBSA Qualifying Tour – Play-offs     | Zak Surety     | 1:4         |
| Sieger                 | 2014/2 | Q School                             | Ashley Carty   | 4:2         |
| Sieger                 | 2016/2 | Q School                             | Craig Steadman | 4:1         |
| Zweiter                | 2020/2 | Q School                             | Jamie Jones    | 0:4         |
| Zweiter                | 2021/1 | Q School                             | Jackson Page   | 1:4         |
| Amateurturniere        |        |                                      |                |             |
| Sieger                 | 2007   | IBSF U21-Snookerweltmeisterschaft    | Zhang Anda     | 11:6        |
| Zweiter                | 2013/3 | EBSA Qualifying Tour                 | Ian Glover     | 2:3         |
| Sieger                 | 2018   | Vienna Open                          | Ross Muir      | 5:4         |
| Sieger                 | 2023   | IBSF 6-Red-Snooker-Weltmeisterschaft | Ahsan Ramzan   | 6:4         |
| Sieger                 | 2025   | Commonwealth Billiards Championship  | Ross Vallance  | 3:0         |

Doppel
| Ausgang | Jahr | Turnier                      | Teampartner     | Gegner im Finale           | Endstand |
| ------- | ---- | ---------------------------- | --------------- | -------------------------- | -------- |
| Zweiter | 2023 | IBSF World Team Championship | Antonis Poullos | Cheung Ka Wai Chang Yu Kiu | 2:4      |